# John J. Stuhr
John Jeremy Stuhr (nacido 1951/1952) es un filósofo estadounidense que enseña en la Universidad de Emory. ha escrito extensamente acerca de una amplia variedad de figuras y movimientos filosóficos, así como una amplia variedad de problemas de la cultura. Se basa fundamentalmente en los pensadores de las a menudo separadas tradiciones filosóficas (tales como el Pragmatismo, Neopragmatismo, la Filosofía Continental, la Teoría Crítica, el Postmodernismo, y la Deconstrucción). Revelando su impaciencia con las concepciones de la filosofía estrechas y académicas, sus escritos se hacen profundos y hacen uso constante de la poesía, la pintura, la fotografía, y las letras de la música contemporánea, y exhiben un amplio e interdisciplinar uso de campos, tales como la retórica, estudios de medios de comunicación, la teoría de la relatividad, la política y la teoría jurídica, cultural, geografía y la economía.

## Formación
La madre de Stuhr fue profesora de filosofía y dejó la academia por la política y el servicio público. Su padre, un aspirante a poeta, dejó las humanidades y las artes después de la Segunda Guerra Mundial para convertirse en socio fundador de la primera firma de consultoría del país en proporcionar planificación estratégica para universidades y colegios. También se desempeñó como Director Ejecutivo del Club Económico de Chicago.
Habiendo crecido en el área de Chicago y rodeado de filosofía, poesía y política liberal en su propio hogar, Stuhr asistió a la New Trier High School. Luego obtuvo su B.A. en filosofía del Carleton College, estudiando con los filósofos Roy Elveton, Gary Iseminger, Maury Landsman y Perry Mason, el estudioso clásico David H. Porter, y el economista Robert E. Will. Después, en menos de tres años obtuvo una maestría y un doctorado en filosofía de la Universidad de Vanderbilt donde estudió con John J. Compton, Michael Hodges, Charles E. Scott y Robert C. Williams. 
Bajo la dirección de John Lachs, escribió una tesis titulada, Experience as Activity: Dewey's Metaphysics, centrada en el pragmatismo y sus raíces históricas en el pensamiento de Aristóteles y Hegel.
Stuhr tiene dos hijos adultos y está casado con Jessica T. Wahman, una profesora de filosofía, autora de la obra: Naturalismo: un marco alternativo para Filosofía de la mente, y coeditora (con Stuhr y José M. Medina ) de Cosmopolitanism and Place.

## Carrera
Stuhr comenzó su carrera docente a la edad de 24 años. Después de un año como profesor adjunto titular de Filosofía en la Universidad de Nueva Inglaterra, enseñó durante una década como Profesor Asistente, Profesor Asociado y profesor titular en el Whitman College. Se mudó a la Universidad de Oregón para convertirse en profesor de filosofía y el director fundador del Centro de Humanidades de Oregón. En 1994, aceptó su nombramiento como Jefe del departamento de filosofía de la Universidad Estatal de Pensilvania (y sus más de 20 campus) donde también fue profesor Distinguido de Filosofía y Estudios Estadounidenses. En 2003 regresó a la Universidad de Vanderbilt para convertirse en Profesor de la cátedra W. Alton Jones de Filosofía y Estudios Americanos. En 2008, después de haber presidido una revisión externa del departamento dos años antes, aceptó la oferta de la Universidad de Emory de convertirse en presidente del departamento de filosofía (2008-2016) y profesor distinguido de Filosofía y Estudios Americanos en Artes y Ciencias.
A lo largo de su trabajo universitario, Stuhr ha demostrado un fuerte compromiso con el pluralismo filosófico y la diversidad institucional, un impulso para el crecimiento y una defensa de la filosofía y las humanidades, y la determinación de proporcionar el espacio intelectual para que se haga trabajo de calidad. En el Whitman College, por ejemplo, durante el liderazgo de Stuhr, el departamento de filosofía duplicó su tamaño y agregó a las primeras mujeres y primeros filósofos afroamericanos en la historia de la institución. En la Universidad de Oregón, el Centro de Humanidades creció rápidamente (impulsado por una importante recaudación de fondos privados) e involucró a un grupo muy diverso de académicos en el campus y líderes intelectuales en todo el estado. Durante su liderazgo en Penn State, el departamento contrató a un gran grupo de filósofos como John Sallis (ahora en el Boston College), John Russon (ahora en la Universidad de Guelph), Richard A. Lee, Jr. (ahora en la DePaul University), Shannon Sullivan (ahora en la Universidad de Carolina del Norte, Charlotte), Dennis J. Schmidt (ahora en Western Sydney University), y Nancy Tuana y Vincent Colapietro. Y en Emory, bajo la supervisión de Stuhr, tanto los programas de pregrado como de posgrado aumentaron en gran medida la diversidad y los enfoques plurales de la filosofía, al igual que los nombramientos de nuevos profesores como John T. Lysaker, Marta Jiménez, Melvin Rogers (ahora en Brown University), Susan M. Bredlau, Dilek Huseyinzadegan y George Dewey Yancy.
Stuhr también ocupó muchos puestos principales dentro de la disciplina de las humanidades. Estos incluyen: presidente (1981), de la Northwest Philosophy Conference; director (1990-93), de la Western Humanities Conference; fellow fundador (1987-2001), de la Society of Philosophers in America; presidente (2004-2006) y consejo ejecutivo (1982-1985, 2002-2008), de la Sociedad para el Avance de la Filosofía Americana; y, director fundador (2007--), del American Philosophies Forum. En la actualidad es también editor de la revista trimestral Journal of Speculative Philosophy (la revista de filosofía más antigua de los EE. UU. sin afiliación religiosa) y editora general de la serie American Philosophy en Indiana University Press.
Stuhr ha tenido varios nombramientos de visitante y becas, que incluyen: una beca Fulbright en la Universidad de Friburgo de Alemania (Albert-Ludwigs-Universität Freiburg); un puesto de profesor visitante en la Universidad de Melbourne en Australia; una beca de investigación visitante en la Universidad Estatal de San Petersburgo (Санкт-Петербургский государственный университет, СПбГУ); y, tres veces, un puesto de Visiting Scholar en la Universidad de Cornell para completar proyectos de libros.
Su trabajo ha sido apoyado por muchas otras instituciones, agencias, subvenciones y premios, incluyendo: la Sociedad Filosófica Americana, el Consejo Carnegie de Ética y Asuntos Internacionales, la Fundación Shelby Cullom Davis, la Fundación Mellon, la Fundación Nacional para las Humanidades, el Consejo de Humanidades de Oregón, el Centro de Filantropía de la Universidad de Indiana y el Instituto de Historia de la Filosofía de la Universidad de Emory.
Stuhr ha recibido varios premios de enseñanza. Sus estudiantes graduados y estudiantes de pregrado (más de dos docenas de los cuales han recibido doctorados en filosofía) incluyen: profesores y educadores como Rachel Dresbeck, Jeff Edmonds, Mark Fagiano, Tom Hilde, William S. Lewis, Michael Sullivan (ahora un colega de Emory) ) y Jamie Ross; líderes empresariales y abogados como Sarah Bowers, Stephanie Dorgan, Wes Félix, Terrence R. McInnis, Brian Rabinovitz, Jibran Shermohammed y Peter Viehl; y músicos y artistas como Marcus Amerman, C.J. Boyd, Chris Eckman, Charlie Humphrey, Max Levenson, Linda Lyons y Deanne Meek. A través de Dorgan (dueño del Seattle Crocodile Café), Stuhr conoció al guitarrista de REM, Peter Buck, y él, junto con los miembros de REM y el cantante de U2, Bono, sirvieron como testigos en el juicio de Buck sobre la "rabia aérea" en Londres en 2002. Stuhr también apareció en el documental de miniserie de la Televisión Pública Nacional, "A Parliament of Minds". Además de su carrera en la educación superior, Stuhr también trabajó como editor para Portland Oregonian (bajo la dirección de Robert). M. Landauer) y como consultor político en materia de salud y política educativa.

## Temas filosóficos

### Pragmatismo genealógico
La última versión del pragmatismo incluida en American Philosophy: An Encyclopedia, El pragmatismo genealógico de Stuhr, una ruptura con la filosofía más tradicional, se basa en el trabajo de los pensadores estadounidenses y europeos de los siglos XIX y XX, en particular el "método genético" de John Dewey. "Y la genealogía de Foucault: desarrollar una filosofía multiperspectiva, falible, siempre incierta e inacabada e irreductiblemente normativa que es tanto crítica como reconstructiva en la intención y el efecto." Stuhr argumenta que esta filosofía es a la vez instrumental -una crítica del presente en nombre de las posibilidades inherentes al presente- y genealógica -una historia del presente en nombre de posibilidades futuras que no son inherentes o imaginadas en el presente. Stuhr enfatiza que este pragmatismo ni siquiera intenta resolver los problemas de las filosofías tradicionales: "En cambio, estudiando tanto sus fines como los medios por los cuales han ocultado estos fines en sus problemas, métodos y sistemas autoproclamados, localiza y abandona estas filosofías ". En este contexto, Stuhr examina la difusión de un enfoque empresarial o corporativo de la educación y el pensamiento que margina el pensamiento crítico, desarrolla una descripción relacional de la experiencia temporal y una relación de valores relativista empirista, radical y relacional y formula una política comunitaria crítica que aplica a cuestiones como la desigualdad económica, la educación superior y el reconocimiento desilusionado de la muerte personal no reconstruida.

### Pragmatismo y postmodernismo
En un capítulo clave del Pragmatismo Genealógico, "Los ídolos del Crepúsculo: Pragmatismo y Postmodernismo", Stuhr muestra cuántos pragmáticos y muchos posmodernos son "hijos de Emerson" y, comenzando con James y Nietzsche, detalla cuidadosamente sus similitudes y sus diferencias. Al enfatizar la realidad del tiempo y el cambio, en Pragmatism, Postmodernism, and the Future of Philosophy, Stuhr se centra en las formas en que estas tradiciones filosóficas se nos presentan con un trabajo hercúleo para pensar y vivir de manera diferente en el futuro.
En particular, Stuhr sugiere que el trabajo de escritores como Deleuze, Adorno y Foucault son recursos cruciales para los pensadores pragmatistas que encuentran en el pragmatismo anterior "una explicación de la investigación insuficientemente sintonizada con cuestiones de poder, lucha y multiplicidad. Un ideal radicalmente democrático que necesita respuesta a las amenazas de las nuevas tecnologías y los defectos de los gobiernos y las sociedades liberales; un pluralismo en tensión con la comprensión del pragmatismo de sus propios valores, métodos y futuro, y una visión de la filosofía como una crítica que necesita volverse más críticamente autorreflexiva sobre su propia historia y efectos, y sobre los desafíos a su propia existencia en una posible publicación "sociedades críticas". La visión de Stuhr aquí es completamente democrática -explica una noción de democracia como una forma de vida (y una frente al terrorismo) - y completamente mundana- concluye con "sin consuelo" proporcionando un relato de "vida sin espiritualidad" y "filosofía sin trascendencia".

### Filosofías como modas, filosofía como expresividad
En Pragmatismo, posmodernidad y el futuro de la filosofía, Stuhr caracterizó su pragmatismo genealógico como una "forma de pensar críticamente pluralista" y "una forma de vivir el gran amor y la tristeza ordinarios". Y señaló que la filosofía es menos una cuestión de argumento y prueba y más de sugerencia y evocación. Estos dos temas -el pluralismo (a través de la política, la moral, las epistemologías y las ontologías) y la filosofía como visión personal y arte creativo, evocador- se desarrollan a fondo en Las modas pragmáticas: pluralismo, democracia, relativismo y absurdo. Este libro avanza en parte a través de una gran cantidad de pinturas, fotografías y poemas del autor, sugiere que diferentes filosofías se entiendan como visiones personales diferentes y múltiples del mundo, así como podríamos ver diferencias en la música de Beethoven y de Beyoncé, las pinturas del Greco y Monet, o los escritos de Jane Austen y James Baldwin.
Stuhr escribe que esta visión expresivista de la filosofía "está íntimamente ligada a las sensibilidades clave del pragmatismo, en sintonía con un profundo falibilismo y experimentalismo, pluralismo y un profundo temporalismo, un relacionalismo o relativismo radicalmente empírico, un compromiso con los métodos de la inteligencia experimental y la práctica democrática. y una orientación a este mundo y la finitud de la vida humana". Stuhr muestra cómo este punto de vista ilumina los desacuerdos filosóficos en relatos sobre la realidad, el conocimiento, los valores y cuestiones políticas como la democracia, el terrorismo y la guerra. Después de exponer un "pragmatismo absurdo" que atrae tanto o más a Camus que a James-Stuhr llama a Sisifo "un héroe pragmático" , expone una visión lírica y profundamente personal de la vida que reconoce la finitud humana y la pasión humana.

## Publicaciones
- Cosmopolitanism and Place, ed. Jessica T. Wahman, Jose M. Medina, and John J. Stuhr (Bloomington, IN:  Indiana University Press, 2017).
- Pragmatic Fashions:  Pluralism, Democracy, Relativism, and the Absurd (Bloomington, IN:  Indiana University Press, 2016).
- 100 Years of Pragmatism:  William James’s Revolutionary Philosophy, ed. (Indiana University Press, 2010).
- Pragmatism, Postmodernism, and the Future of Philosophy (New York and London:  Routledge, 2003).
- Pragmatism and Classical American Philosophy:  Essential Readings & Interpretive Essays, ed. (New York:  Oxford University Press, 2000).
- Genealogical Pragmatism:  Philosophy, Experience, and Community (Albany:  State University of New York Press, 1997).
- Philosophy and the Reconstruction of Culture:  Pragmatic Essays After Dewey, ed. (Albany:  State University of New York Press, 1993)
- Ethics and Free Enterprise:  The Social Responsibility of Business, ed. with Robin Cochran (Eugene: University of Oregon Press, 1991).
- John Dewey (Nashville:  Carmichael & Carmichael, 1991; study guide, 1993; CD audio, 1991; New York:  Blackstone, DVD audio, 2006).
- Morals and the Media:  Information, Entertainment, and Manipulation, ed. with Robin Cochran (Eugene:  University of Oregon Press, 1990).
- Public Morals and Private Interest:  Ethics in Government and Public Service, ed. with Robin Cochran (Eugene:  University of Oregon Press, 1989).
- Classical American Philosophy:  Essential Readings and Interpretive Essays, ed. (New York:  Oxford University Press, 1987).